# Maureen O'Hara
Maureen O'Hara (Ranelagh, Dublín, 17 d'agost de 1920 - Boise, Idaho, 24 d'octubre de 2015) va ser una actriu de cinema irlandesa coneguda per les interpretacions d'heroïna apassionada, independent i sensible. Va treballar sovint amb John Ford i amb el seu gran amic John Wayne.

## Biografia

### Trajectòria professional
Maureen O'Hara procedia d'una família teatral. El seu pare, Charles FitzSimons era catòlic i la seva mare, Marguerita Lilburn, protestant, i ella va néixer no gaire abans de la partició de l'illa. Començà la seva carrera als catorze anys en la companyia de l'Abbey Theatre a Dublín. A l'edat de disset anys, se li va oferir la possibilitat de fer una prova cinematogràfica a Londres, i tot i que no n'estava convençuda, va accedir a fer-ho. El cèlebre actor Charles Laughton va veure la prova, i tot i que la interpretació de la Maureen en la prova no era gaire prometedora, Laughton pensà que la jove actriu tenia «quelcom», i no podia oblidar-se de la seva mirada, de manera que va convèncer el seu soci Eric Pommer (co-productor, amb Laughton de la companyia Mayflower Pictures). Pommer, inicialment emprenyat per haver perdut el temps mirant la prova, va coincidir amb Laughton en què els ulls de la jove actriu tenien una qualitat especial. Ambdós socis li van oferir un contracte de set anys en la companyia. La seva primera pel·lícula amb ells va ser Jamaica Inn, dirigida per Alfred Hitchcock.
La fallida de Mayflower Pictures fa que Pommer, Laughton i O'Hara siguin contractats per la RKO (tot i que aquesta productora compartirà el seu contracte amb altres productores com ara la 20th Century Fox). Conseqüentment, el 1939 travessa l'Atlàntic amb Charles Laughton per interpretar el paper de la gitana Esmeralda en El geperut de Notre-Dame per la RKO. Aquest paper l'obté gràcies a la insistència de l'actor britànic, a qui Maureen considerarà «un segon pare». Una altra figura d'importància a la seva carrera, és el director irlandès John Ford, que li donarà el paper d'Angharad a Que verda era la meva vall. Malgrat prendre part en uns films d'aital categoria, els productors l'encasellen en papers de bellesa caparruda en films de menor importància. Tanmateix, moltes d'aquestes pel·lícules són agradables films d'aventures com ara Pirates del Carib, Simbad, el mariner, The Black Swan o  Els fills dels mosqueters, que entronitzen Maureen O'Hara com «La reina del Technicolor», digna companya de pirates, mosqueters i herois de Les mil i una nits.
També demostrà estar a l'altura de films i papers de més volada, com quan el seu antic protector Charles Laughton la suggereix al director Jean Renoir per interpretar una mestra d'escola hostil als nazis a Aquesta terra és meva. També és notable en el seu treball posterior per a John Ford en films com Rio Grande, The Long Gray Line, Escrit sota el sol o, sobretot, a The Quiet Man on esdevé la imatge icònica de la dona irlandesa en el paper de Mary Kate Danaher, una noia de caràcter indòmit que s'enamora d'un boxador retirat que retorna als seus orígens (John Wayne). Bona amiga de Wayne, encara treballarà amb ell a films com Big Jake i McLintock!, aquesta última amb un argument que sembla inspirat en l'obra de William Shakespeare La feréstega domada.
Com a actriu de comèdia treballà a films com Miracle on 34th Street, on és una mare divorciada que coneix un home que pot –o no– ser el Pare Noel, Sitting Pretty on és una mare desesperada que contracta com a cangur l'excèntric Mr. Belvedere (Clifton Webb) o The Parent Trap on les seves filles bessones (Hayley Mills) fan l'impossible per aconseguir la reconciliació amb el seu marit (Brian Keith).
La seva mare s'havia format com a cantant d'òpera i la mateixa Maureen aspirava a una carrera com a cantant. Va cantar en films com How Green Was My Valley o The Quiet Man. Va estrenar el musical Christine a Broadway i publicà dos exitosos discos de cançons: Love Letter from Maureen O'Hara i Maureen O'Hara Sings her Favorite Irish Songs. Durant la dècada dels anys 1960 va aparèixer en diversos programes televisius de varietats amb altres personalitats de l'espectacle com ara Perry Como, Andy Williams, Betty Grable i Ernie Ford.
El 2014 va rebre un Oscar honorífic en reconeixement de la seva trajectòria.

### Vida personal
Va estar casada breument (el matrimoni va ser anul·lat) amb George H. Brown i més tard amb Will Price amb qui va tenir una filla, Bronwyn, en homenatge al personatge que la seva amiga Anna Lee interpretà a How green was my valley. El 1968 Maureen es va casar amb Charles Blair, un pioner de l'aviació, antic brigadier general a la força aèria estatunidenca i pilot de la Pan Am, qui dissortadament va morir en un accident d'aviació el 1978.
Maureen O'Hara es va retirar del cinema després de casar-se amb Charles Blair, només hi va retornar per interpretar el paper de la mare de John Candy al film Only the Lonely.
Maureen O'Hara parlava el gaèlic irlandès amb fluïdesa, i el va fer servir en films com The Long Gray Line, The Quiet Man i a Only the Lonely.

## Filmografia

### Cinema
- My Irish Molly (1938)
- Kicking the Moon Around (1938)
- Jamaica Inn (1939)
- El geperut de Notre-Dame (The Hunchback of Notre Dame) (1939)
- A Bill of Divorcement (1940)
- Dance, Girl, Dance (1940)
- Amor a l'Argentina (They Met In Argentina) (1941)
- Que verda era la meva vall (How Green Was My Valley) (1941)
- To the Shores of Tripoli (1942)
- Ten Gentlemen from West Point (1942)
- The Black Swan (1942)
- Immortal Sergeant (1943)
- Aquesta terra és meva (This Land is Mine) (1943)
- The Fallen Sparrow (1943)
- Buffalo Bill (1944)
- Pirates del Carib (The Spanish Main) (1945)
- Sentimental Journey (1946)
- Do You Love Me (1946)
- Simbad, el mariner (Sinbad the Sailor) (1947)
- The Homestretch (1947)
- Miracle on 34th Street (1947)
- The Foxes of Harrow (1947)
- Sitting Pretty (1948)
- El secret d'una dona (A Woman's Secret) (1949)
- The Forbidden Street (1949)
- Father Was a Fullback (1949)
- Bagdad (1949)
- Comanche Territory (1950)
- Tripoli (1950)
- Rio Grande (1950)
- Flame of Araby (1951)
- Els fills dels mosqueters (At Sword's Point) (1952)
- Kangaroo (1952)
- The Quiet Man (1952)
- Against All Flags (1952)
- The Redhead from Wyoming (1953)
- War Arrow (1953)
- Foc sobre Àfrica (Malaga o Fire Over Africa) (1954)
- Bressol d'herois (The Long Gray Line) (1955)
- Santos, el magnífic (The Magnificent Matador) (1955)
- Lady Godiva (1955)
- Lisbon (1956)
- Everything But the Truth (1956)
- Escrit sota el sol (The Wings of Eagles) (1957)
- El nostre home a l'Havana (Our Man in Havana) (1959)
- The Deadly Companions  (1961)
- The Parent Trap (1961)
- Mr. Hobbs Takes a Vacation (1962)
- McLintock! (1963)
- Febre a la sang (Spencer's Mountain) (1963)
- The Battle of the Villa Fiorita (1965)
- The Rare Breed (1966)
- How Do I Love Thee? (1970)
- Big Jake (1971)
- Only the Lonely  (1991)
- A Century of Cinema (1994)

### Televisió
- The Pat Boone Chevy Showroom (1958)
- Mrs. Miniver (1960)
- DuPont Show of the Month (1960)
- The Bell Telephone Hour (1960)
- Hallmark Hall of Fame (1963)
- The Garry Moore Show (1966)
- The Red Pony (1973)
- The Christmas Box (1995)
- Cab to Canada (1998)
- The Last Dance (2000)